# 类文字

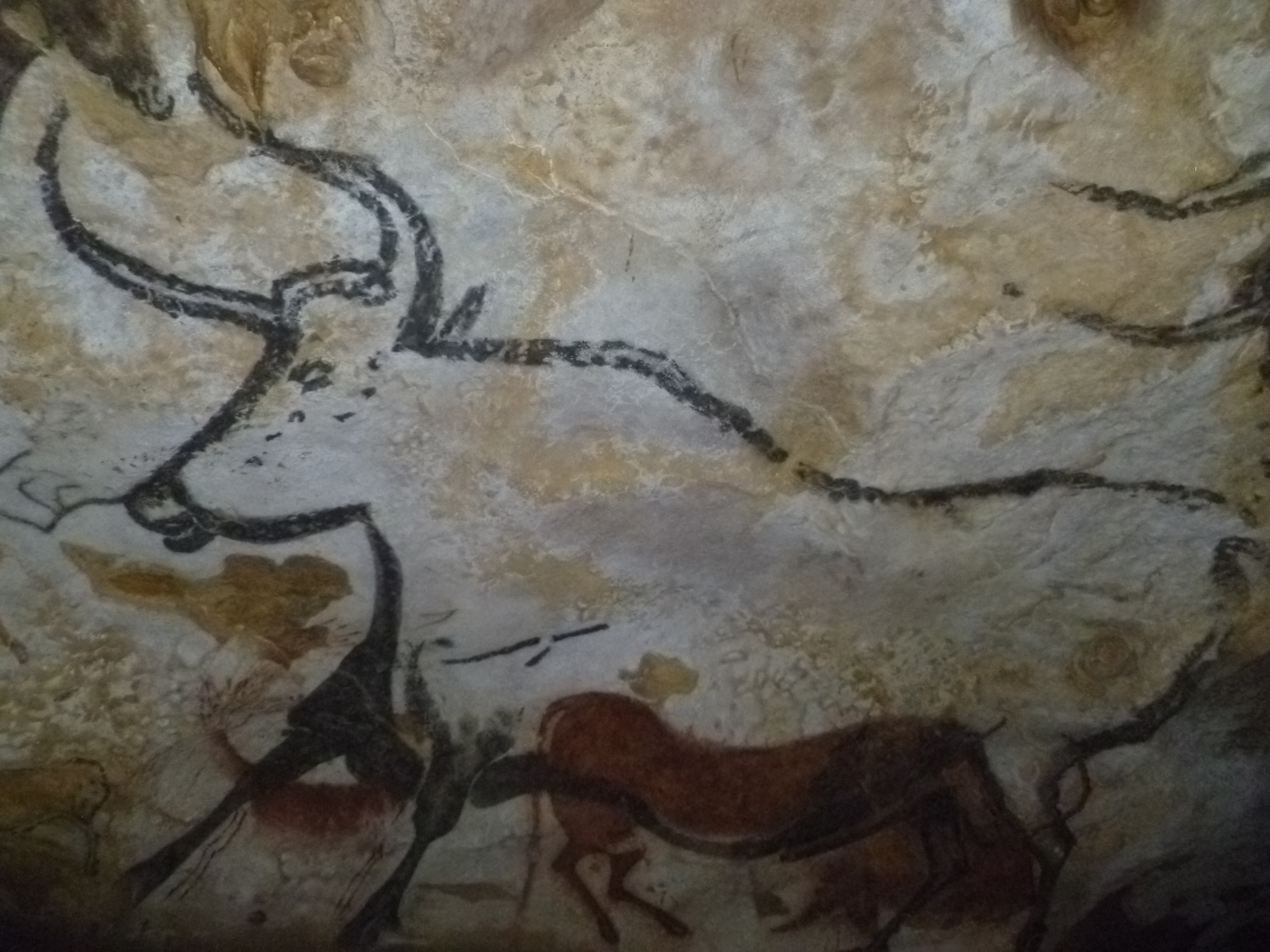
法国拉斯科（Lascaux）的旧石器时代洞穴壁画。显示点和“Y”符号被认为表示阴历中的名义计数

类文字（英語：proto-writing） 是新石器时代早期的符号系统，由能传达有限信息的可见标记组成。早在公元前七千纪的中国和东南欧就出现了。原始类文字使用形意符号或早期助记符号或两者兼而有之来表示数量有限的概念，这与真正的文字不同，后者记录的是书写者的语言。

## 旧石器时代
2022年，业余考古学家本内特·培根 (Bennet Bacon) 领衔的分析显示，旧石器时代晚期洞穴壁画上的线条、点和“Y”状符号被用来指示阴历中动物的交配周期。他们把在欧洲400多个洞穴中发现的标记跟与之相关的动物交配周期进行了比较，结果表明，这些标记与洞穴壁画中描绘的动物通常会在一年中的哪个月份分娩有关联。这些标记已有2万年的历史，比任何其他同等书写系统要早1万年。

## 新石器时代

贾湖契刻符号示例，发现于公元前6000年前后的龟甲上

### 新石器时代的中国
2003年，在河南省贾湖遗址发掘的24座新石器时代坟墓中发现了龟甲，放射性碳测年结果为公元前6600年。据一些考古学家称，贝壳上刻的符号与公元前二千年末的甲骨文有相似之处。 其他人则驳斥了这一说法，认为其证据不足，声称贾湖贝壳上发现的简单几何图案无法与早期文字联系起来。

### 新石器时代的东南欧

A：来自希腊迪斯皮利奥的木制迪斯皮利奥石碑和粘土上雕刻的“标志”样本。B：线性A标志的样本。C：古欧洲泥板上的标志样本。

迪斯皮里奥图章是一块刻有标记的木板，是在乔治·胡尔穆齐亚季斯发掘希腊的迪斯皮里奥期间出土的，碳-14测定其年代可追溯到公元前5202年（± 123年）。 它于1993年在希腊西马其顿卡斯托里亚州的卡斯托里亚湖上的一个新石器时代湖岸定居点被发现，该定居点占据了如今湖上迪斯皮里奥村附近的一个人工岛。

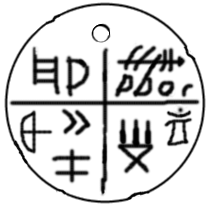
粘土护身符（Amulet），特尔特里亚图章之一，可追溯至约公元前5300年

Vinča 符号（公元前6世纪至5世纪，今巴尔干半岛）是从公元前7世纪开始的简单符号的演变，在整个6世纪期间逐渐复杂化，并在公元前5300年的特尔特里亚图章中达到了顶峰。

## 红铜时代和早期青铜时代
从类文字到最早完全发展的文字系统的转变发生在公元前四世纪末至三世纪初的新月沃土地。

### 史前美索不达米亚
公元前3500年的基什泥板反映了原始楔形文字的阶段，当时苏美尔的楔形文字仍处于原始类文字阶段。到公元前四世纪末，这种符号系统已经演变成一种记账方法，使用圆形手写笔以不同角度压入软粘土上，在泥板和记账令牌上记录数字。随着使用锋利的手写笔来指示正在计数的内容的象形文字逐渐得到增强。真正的书写系统的过渡阶段发生在捷姆迭特·那色时期（公元前31世纪至30世纪）。

### 史前埃及
圣书体的起源也发生了类似的发展。许多学者认为圣书体“在苏美尔文字之后不久就出现了，并且 ...可能[是] ...在后者的影响下发明的 ...”， 尽管有人指出并认为“这种直接影响的证据仍然站不住脚”，并且“也可以为埃及文字的独立发展提出非常可信的论据 ...”

## 青铜时代

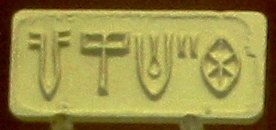
典型的“印度河文字”印章图鉴，显示了由五个字符组成的 "铭文"

在青铜时代，古代近东文化已拥有充分发展的书写系统，而受青铜时代影响的边缘地区，如欧洲、印度和中国，仍处于类文字阶段。
汉字起源于约公元前14至11世纪中国青铜时代的原始类文字（甲骨文），而欧洲和印度本土的符号系统已经灭绝，并在铁器时代被闪米特辅音音素文字的派生物所取代。

### 印度青铜时代
印度河文字是公元前四千年末印度河流域文明中出现的符号系统。

### 欧洲青铜时代
除了爱琴海和希腊大陆（线形文字A、线形文字B、克里特岛象形文字）之外，近东的早期书写系统并未达到青铜时代的欧洲。欧洲最早的书写系统出现于铁器时代，源自腓尼基字母。
然而，对于欧洲青铜时代文物上发现的符号有多种解释，这些解释相当于将它们解释为原始类文字的本土传统。在这方面特别令人感兴趣的是源自公元前两千年下半叶的钟形杯文化的中欧青铜时代文化。 Sommerfeld (1994) 讨论了与骨灰瓮文化相关的青铜镰刀标记的解释，特别是在弗兰克莱本秘藏中发现的大量所谓的“球状镰刀”（knob-sickles）。 他赞成将这些符号解释为与阴历相关的史前记数。

## 后来的类文字
即使在青铜时代之后，一些文化也经历了一段使用类文字系统作为采用正确文字之前的中间阶段的时期。一些中世纪作家提到的“斯拉夫符文”（7/8世纪）可能就是这样一个系统。另一个例子是乌亚库克在尤格通铭文发展之前发明的象形文字系统（约1900年）。

### 非洲铁器时代

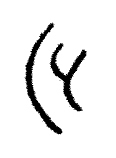
恩西比底文字“欢迎”

恩西比底文字是现今尼日利亚东南部地区土生土长的一种符号系统。虽然目前还没有普遍承认的确切起源日期，但大多数研究人员一致认为，最早符号的使用可以追溯到 5世纪到 15世纪之间。 有数千恩西比迪符号被用于从葫芦到刺青和墙壁设计的众多事物上。恩西比迪文字用于类埃科伊语和类伊博语，而阿罗人则将恩西比迪文字信息写在其使者的身上。

## 另请参见
- 非语义写作（英语：Asemic writing）
- Cylcon（英语：Cylcon）
- 迪斯皮里奥图章
- 古数字系统史（英语：History of ancient numeral systems）
- 传播史
- 文字史
- 传讯棒（英语：Message stick）
- 巨石涂鸦符号（英语：Megalithic graffiti symbols）
- 岩刻
- 史前计数（英语：Prehistoric counting）
- 视觉语言（英语：Visual language）